# Nicolas Hodges
Nicolas Hodges (* 1970 in London) ist ein englischer Pianist und Musikpädagoge.

## Leben
Hodges studierte am Winchester College und an der University of Cambridge Klavier bei Robert Bottone, Susan Bradshaw und Sulamita Aronovsky, außerdem Komposition bei Michael Finnissy und Robin Holloway. Er lebt in Deutschland und ist seit 2005 Professor an der Hochschule für Musik und Darstellende Kunst Stuttgart. Außerdem unterrichtet er bei den Darmstädter Ferienkursen.
Er trat als Solist u. a. mit dem BBC Symphony Orchestra, dem Boston Symphony Orchestra, dem City of Birmingham Symphony Orchestra, dem hr-Sinfonieorchester, dem London Philharmonic Orchestra, dem Los Angeles Philharmonic Orchestra, dem Melbourne Symphony Orchestra, dem New York Philharmonic Orchestra, dem Orchestre Philharmonique du Luxembourg, dem Philharmonia Orchestra London, dem San Francisco Symphony Orchestra, dem Symphonieorchester des Bayerischen Rundfunks, dem Sydney Symphony Orchestra, dem Tokyo Philharmonic Orchestra, dem Tonhalle-Orchester Zürich und dem WDR Sinfonieorchester und unter Leitung von Dirigenten wie Daniel Barenboim, George Benjamin, Martyn Brabbins, Sylvain Cambreling, James Levine, Susanna Mälkki, Cornelius Meister, Jonathan Nott, Emilio Pomàrico, David Robertson, Pascal Rophé, François-Xavier Roth, Peter Rundel, Jukka-Pekka Saraste, Pierre-André Valade, Ilan Volkov und Ryan Wigglesworth auf.
Als Kammermusiker ist er seit 2013 Mitglied im Trio Accanto und konzertierte mit dem Arditti Quartet, dem Cellisten Adrian Brendel, dem Schlagzeuger Colin Currie, mit Ilya Gringolts, Anssi Karttunen, Michael Wendeberg und Carolin Widmann bei Festivals und in Konzerthallen in Berlin, Brüssel, Hamburg, Helsinki, London, Luzern, Madrid, Melbourne, New York, Paris, Rom, Straßburg, Stuttgart, Tanglewood, Tokio, Wien und Zürich.
Im Zentrum seines Repertoires steht die zeitgenössische Musik. Er arbeitete mit John Adams, Helmut Lachenmann und Karlheinz Stockhausen zusammen, und Komponisten wie Elliott Carter, James Clarke, Hugues Dufourt, Pascal Dusapin, Beat Furrer, Isabel Mundry, Brice Pauset, Wolfgang Rihm und Miroslav Srnka widmeten ihm Werke. Unter anderem spielte er die Uraufführungen von Simon Steen-Andersens Klavierkonzert (bei den Donaueschinger Musiktagen 2014 mit dem SWR Sinfonieorchester Baden-Baden und Freiburg unter Francois-Xavier Roth), Mountain Messenger von Christian Wolff (mit der Basel Sinfonietta unter Ilan Volkov), der Variations from the Golden Mountains von Harrison Birtwistle (in der Wigmore Hall), von Gerald Barrys Klavierkonzert (mit dem Symphonieorchester des Bayerischen Rundfunks unter Peter Rundel) und des Klavierkonzerts  In Seven Days von Thomas Adès (mit der London Sinfonietta). Rebecca Saunders komponierte für ihn das Doppelkonzert miniata, Choler für zwei Klaviere, das Trio That Time, die Solostücke crimson und Shadow sowie das Klavierkonzert to an utterance. Auf CD nahm er u. a.  Thomas Adès’ Klavierkonzert In Seven Days und Werke von Pascal Dusapin, Salvatore Sciarrino, Michael Finnissy und George Gershwin, Walter Zimmermann, Brice Pauset, Rolf Riehm und Harrison Birtwistle, Christian Wolff, Annesley Black, Pierre Boulez und Rebecca Saunders auf.